# Cinq grands temples

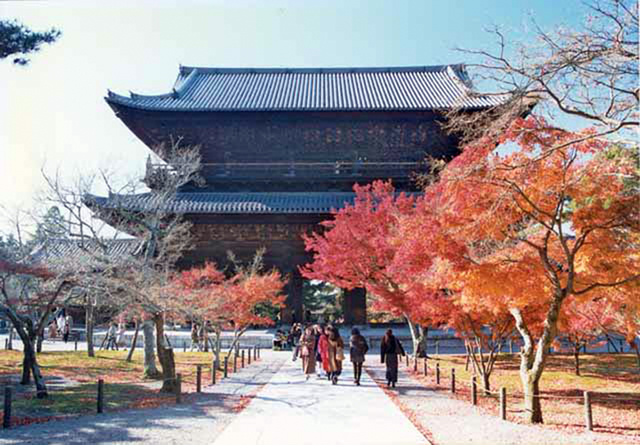
Le temple de Nanzenji, à Kyoto, l'un des Cinq grands temples.

Les Cinq grands temples (chinois : 五山十刹制度 ; pinyin : wǔ shān shí chà zhìdù ; litt. « système des cinq montagnes et dix temples » /, également abrégé « Cinq montagnes » (chinois : 五山 ; pinyin : wǔ shān ; litt. « cinq montagnes » ), est un réseau de temples bouddhiste chan, financé par l'État, créé durant la dynastie Song du Sud (1127-1279). 
Ce système a été adopté et développé plus tard au Japon par le bouddhisme zen, à la fin de la période Kamakura (1185-1333). Il est connu sous le nom de Gozan jissetsu seido (« Système des cinq montagnes et dix temples »), abrégé en japonais 五山制度  gozan seido, « Système des cinq montagnes », ou tout simplement 五山 gozan, cinq montagnes. 
Tant au Japon qu'en Chine, il s'agissait d'un système de temples patronnés par l’État, qui regroupait les quinze plus hauts temples du pays.

## Le système chinois
En Chine, les Cinq montagnes renvoient à la série des cinq temples les plus haut placés dans la hiérarchie et officiellement reconnus par le gouvernement. Il s'agit de Wan-shou-ssu; Kuan-li-ssu; Ching-te-ssu; Ling-yin-ssu; Ching-tzu-ssu. Ils étaient connus sous le nom collectif de Wu-shan, cinq montagnes. Il y avait, en dessous d'eux, une série de dix temples, qui occupaient donc un rang moins élevé dans la hiérarchie. Toutefois, les quinze temples bénéficiaient, à des degrés divers selon leur catégorie, du patronage du gouvernement. On connaît cependant peu de choses sur le système chinois, qui a débuté vers la fin de la dynastie Song (960-1279).

## LesCinq templesau Japon
Au Japon, ce système des cinq grands temples a été développé dans l'école zen Rinzai, également d'origine chinoise. Entre 1250 et 1400, plusieurs temples furent bâtis par des adeptes du zen, qui vinrent se joindre à des temples zen plus anciens. Bientôt, les shoguns de Kamakura et de Muromachi s'appuyèrent particulièrement sur la branche Rinzai. Durant la seconde moitié du XIVe siècle, sous le règne de Ashikaga Yoshimitsu, ils créèrent un système de temples officiels centré autour de cinq monastères (cinq à Kyōto et cinq à Kamakura). 
En fait, le système se structure en trois niveaux. On a donc tout d'abord les deux séries de cinq temples, qui sont en fait chapeautées par un temple principal, celui de Nanzen-ji, à Kyoto. Vient ensuite, comme en Chine, une deuxième série de dix temples, appelés (jissatsu (十刹) — « les dix temples éminents (distinguished) ». Toutefois, cette série n'était pas vraiment limitée à dix, et ce nombre a pu fluctuer. En effet, si l'on a d'abord limité l'ensemble à dix temples à Kamakura et à dix à Kyoto, cette catégorie fut progressivement étendue à d'autres temples, dans ces deux villes mais aussi à un grand nombre de temples qui se trouvaient dans différentes provinces du pays. Ces temples formèrent par la suite une nouvelle catégorie, appelée shozan (« divers temples »). Au Japon, leur nombre a oscillé entre 250 et 300,. Les autorités ordonnaient directement les abbés des établissements les plus importants. L'ensemble de tous ces temples forma ce que l'on a convenu d'appeler le Système Gozan.
Historiquement, la secte zen, rattachée au bouddhisme mahāyāna, était considérée comme plus moderne, plus éclairée et moins ésotérique que les sectes anciennes Tendai et Shingon. Elle devint la protectrice du Japon et fut chargée de célébrer et prier pour la paix et la prospérité de l'empire. Elle diffusa également la pensée néo-confucianiste chinoise et joua auprès de la cour un rôle religieux, politique, économique, intellectuel et artistique.

## Liste des Cinq grands temples
Les cinq grands temples de Kyōto (du premier au cinquième rang) :
- Tenryu-ji, bâti en 1339 par Musō Soseki pour le repos de l'âme de l'empereur Go-Daigo ;
- Shōkoku-ji, bâti en 1383 par Yoshimitsu ;
- Kennin-ji, bâti en 1202 par Eisai, le premier où la doctrine zen fut enseignée ;
- Tōfuku-ji, bâti en 1236 par Fujiwara no Michiie, comme le Kennin-ji, manifestation de l'intérêt porté au zen par la cour ;
- Manju-ji, bâti en 1097, passé au zen en 1257.

Les cinq grands temples de Kamakura (du premier au cinquième rang) :
- Kenchō-ji, bâti en 1253 par Hōjō Tokiyori ;
- Engaku-ji, bâti en 1282 par un moine chinois sous la protection de Hōjō Tokimune ;
- Jufuku-ji, bâti en 1202 par la veuve de Yoritomo avec l'aide d'Eisai ;
- Jochi-ji, bâti en 1269 par Hōjō Tokimune ;
- Jomyo-ji, bâti en 1188 par Ashikaga Yoshikane, passé à la secte zen un peu plus tard.